# (2416) Sharonov
(2416) Charonov, désignation internationale (2416) Sharonov, est un astéroïde de la ceinture principale.

## Description
(2416) Charonov est un astéroïde de la ceinture principale. Il fut découvert le 31 juillet 1979 à Naoutchnyï par Nikolaï Tchernykh. Il présente une orbite caractérisée par un demi-grand axe de 3,01 UA, une excentricité de 0,04 et une inclinaison de 10,5° par rapport à l'écliptique.

## Compléments